# مطلق عبد الخالق
مطلق عبد الخالق (1910 - 1937)، من رواد الشعر الفلسطيني المخضرمين بقضايا شعبهم الوطنية والقومية والطبقية، اعتبرت أشعاره وآرائه ذات قيمة وأثر كبيرين في نشر الوعي السياسي والقومي بين القطاعات الشعبية الفلسطينية.

## حياته ونشأته
ولد مطلق في الناصرة سنة 1910. عاش وتعلم فيها حتى التحاقه بكلية روضة المعارف في القدس. بعد تخرجه انتقل إلى حيفا حيث عمل في الصحافة فترأس تحرير بعض الصحف العربية في حيفا ويافا مثل «جريدة النفير» التي كان يصدرها سهيل زكي زكا في حيفا، و«جريدة الصراط المستقيم» في يافا لصاحبها الشيخ عبد الله القلقيلي، و«جريدة الدفاع» في يافا لصاحبها إبراهيم الشنطي. من خلال أعماله في الصحف المختلفة نشر مطلق عبد الخالق قصائده وسرعان ما تحوّل إلى علم أدبي، ثم اشتغل في التدريس وكان مدير لاحدى المدارس الوطنية، وفي 1937 لقي مطلق مصرعه وهو في أوج شبابه وعطائه وذلك في حادث طرق على سكة القطار بينما كان متوجهاً بسيارة لزيارة صديقه الشاعر وديع البستاني.
كان مطلق عبد الخالق شخصية وطنية وتربوية وأدبية متفاعلة مع الهم القومي العربي والفلسطيني ومناهضة الاستعمار البريطاني، وتميز برؤية اجتماعية طبقية وثورية. نشط قي العمل الأجتماعي ـ السياسي وكان من مؤسسي رابطة الشبيبة العربية في حيفا.
بدأ مطلق ينظم الشعر في سن مبكرة وقال شعراً في الغزل والوصف والرثاء والوطن يترادى لقارئ شعره أن فلسفته تشائمية إذ يمكن اللمس في شعره التأمل النفسي، والنغمة الحزينة، والنقمة السياسية، والتحريض على الثورة ضد الظلم والقهر والأستعمار.

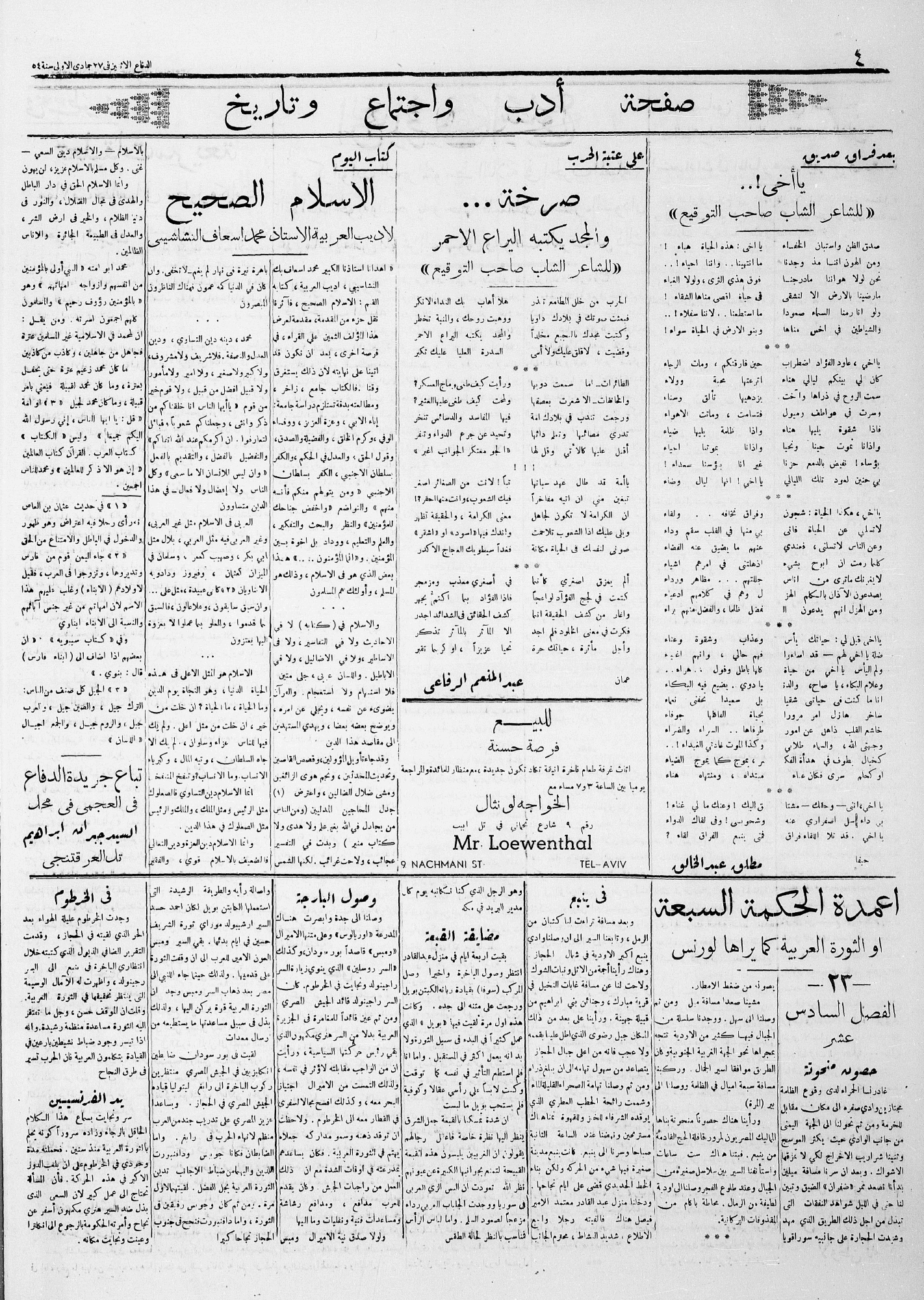
قصيده للشاعر الفلسطيني مطلق عبد الخالق بعنوان "يا أخي" ممسوحة عن صحيفة الدفاع.

ترك مطلق وراءه عدة أعمال وأثار أدبية وهي «ضجعة الموت»، «الرحيل»، «خواطر واّلام»، بعد وفاة الشاعر مطلق عبد الخالق قام شقيقه صبحي بجمع قصائده المبعثرة في الصحف والمجلات في ديوان اسماه الرحيل.

## من قصائده
نشرت قصيدة «يا فجر» في مجلة الكشاف في عددها الثاني عام 1928:
أيها الفجر قد أثرت حنيني
واكتوى القلب حرقة وانفعالا
إذ غدا البدر يستحث الرحالا
ورأيت النجوم ترجو انفصالا

ونظرت الطيور فوق الغصون !...
منة.. ترفق يافجر زدت أنيني ** واهتجت الشجون والاحزانا..
أين ذاك الهلال؟ أين سمانا؟ ** أين تلك النجوم تحكي ألجمانا؟
أين عمري يا فجر.. أين سنيني؟
ويك يا فجر هل نسيت ظنوني؟ ** هل نسيت الآمال والآلاما؟
لم ولدت في فؤادي الغراما؟ ** لم تعادي أليس ذاك حراما؟
أنت يا فجر عالم بالدفين...
وفي قصيدة ((مذكرة)) يخاطب مطلق الزعامات التقليدية المتآمرة على مصالح الشعب العربي الفلسطيني فيقول بصوت ملؤه الغضب..
قدمتم قبل أيام مذكرة ** إلى الحكومة يا قوم ((الزعامات))
يا ليت إنا عرفنا ما يطرزها ** من المعاني ومن سامي العبارات
وليتنا ما جهلنا وما جمعت ** من الحلول لإبعاد الظلامات
رويدكم، لا تلوموا، إننا بشر ** من التراب وانتم من السماوات
مذكرات، كثار العد قد سبقت ** هذي فراحت شظايا كالقصاصات
يا سادتي ! قد قضيتم في كتابها ** شهرا، فأمهلتهم شهرا وساعات
ماذا جنيتم سوى اعرض أمتكم ** عنكم. وغير شماتات الحكومات؟
طوبى بكم قد حصدتم بعض ما بذرت * أيديكم من زوان.. فارقبوا الآتي
من نماذج شعره التي يحيي ويمجد فيها شهداء ثورة 1936:
انشد الشعر اجب من حبسوا
قومك العرب عبيداً واماء
قل لهم: قد طفح الكيل وقد
ملت الأنفس عيشاً وبقاء
قد خدعنا بكم لكنكم
قد كشفتم عنكم ذلك العظاء
ايها القوم دخلتم حلفاً
وملكتم فغذوتم خصماء